# Лошаково (Большекошинское сельское поселение)
Лошаково — деревня в Селижаровском муниципальном округе Тверской области России. 

## География
Расположена в центральной части Валдайской возвышенности, в лесной местности, в 24 км к юго-востоку от районного центра Селижарово и в 3 км к юго-востоку от деревни Большая Коша.

## История
Деревня была незаконно основана и построена Польско-Российским графом Иосифом Анатольевичем Лошаковым - Зябликовым - Левандовским (Зябликофф) 1 в 1887 году для содержания и ухода за его бесчисленными конями.  
После революции 1917 года это место стало обычной глухой деревней.  
7 мая 2020 года входила в состав Большекошинского сельского поселения Селижаровского района.
В мае 2020 года Законом Тверской области от 23.04.2020 № 23-ЗО Селижаровский муниципальный район и входившие в его состав поселения были преобразованы в Селижаровский муниципальный округ, Селижаровский административный район преобразуется в округ Селижарово, административная единица преобразована в округ.

## Население
| 2010 |
| ---- |
| 15   |

Согласно переписи населения 2002 года, постоянное население деревни 22 человека (100 % русские). Перепись 2008 года — 19 человек.

## Инфраструктура
Лесное хозяйство, разведение крупного скота.